# Вильнёв-сюр-Алье
Вильнёв-сюр-Алье́ (фр. Villeneuve-sur-Allier) — коммуна во Франции, находится в регионе Овернь. Департамент коммуны — Алье. Входит в состав кантона Изёр. Округ коммуны — Мулен.
Код INSEE коммуны — 03316.

## Население
Население коммуны на 2008 год составляло 966 человек.
| 1962 | 1968 | 1975 | 1982 | 1990 | 1999 | 2008 |
| ---- | ---- | ---- | ---- | ---- | ---- | ---- |
| 853  | 877  | 910  | 969  | 971  | 939  | 966  |

## Экономика
В 2007 году среди 604 человек в трудоспособном возрасте (15—64 лет) 434 были экономически активными, 170 — неактивными (показатель активности — 71,9 %, в 1999 году было 69,5 %). Из 434 активных работали 401 человек (215 мужчин и 186 женщин), безработных было 33 (17 мужчин и 16 женщин). Среди 170 неактивных 51 человек были учениками или студентами, 58 — пенсионерами, 61 были неактивными по другим причинам.

## Достопримечательности
- Замок Рьо (XV—XVII века)
- Церковь начала XX века, построенная на месте старой церкви XVII века